# 산타가타볼로녜세

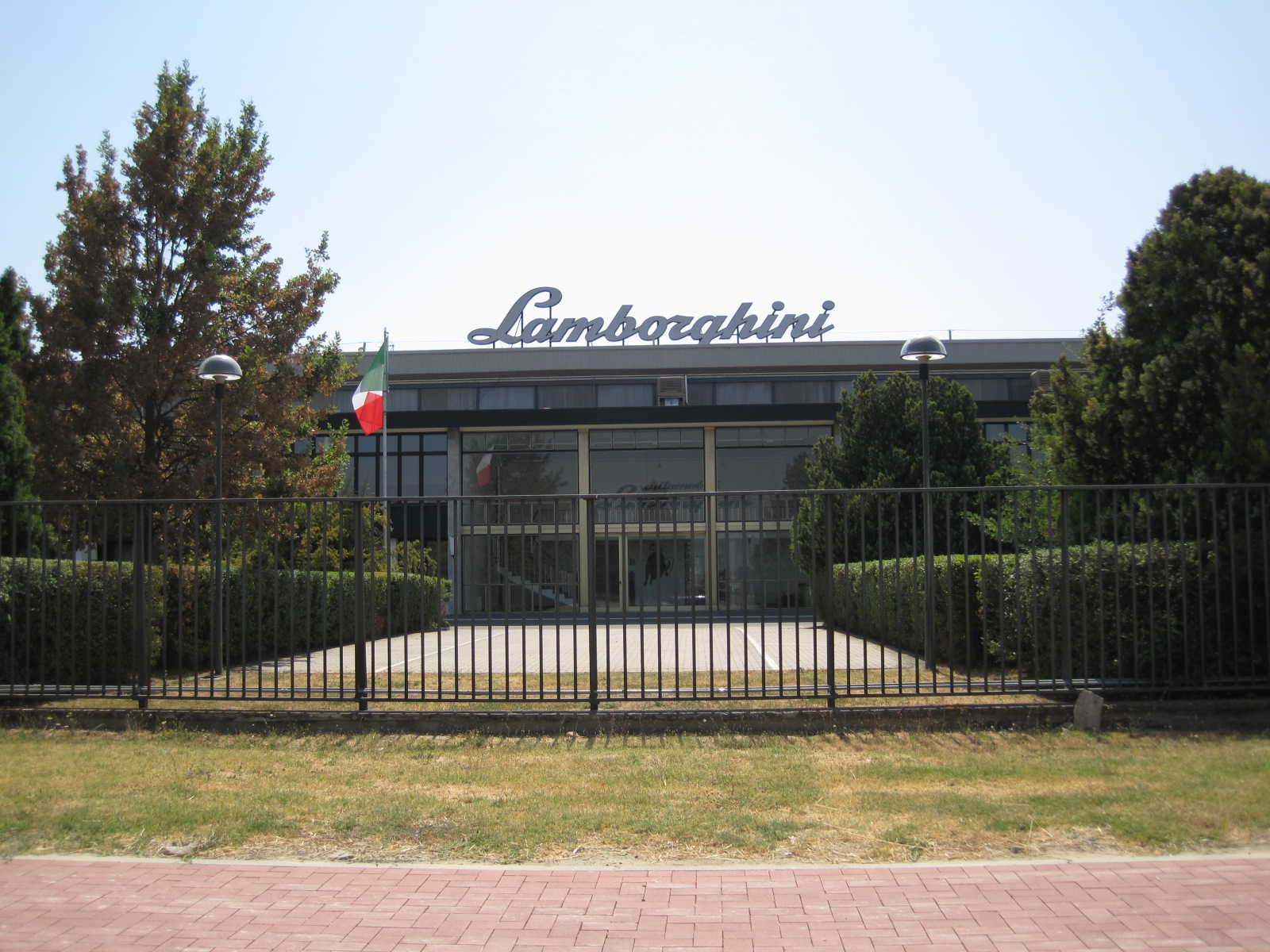
산타가타볼로녜세에 위치한 람보르기니 박물관

산타가타볼로녜세(이탈리아어: Sant'Agata Bolognese)는 이탈리아 에밀리아로마냐주 볼로냐 광역시 북서부에 위치한 코무네로 면적은 34.79km2, 높이는 21m, 인구는 7,344명(2018년 1월 1일 기준), 인구 밀도는 210명/km2이다.
코무네의 이름은 코무네의 수호성인인 카타니아의 아가타에서 유래된 이름이다. 볼로냐에서 북서쪽으로 약 25km, 모데나에서 동쪽으로 약 17km, 페라라에서 남서쪽으로 약 43km 정도 떨어진 곳에 위치한다. 이탈리아의 자동차 제조 업체인 람보르기니의 본사가 위치한 곳이기도 하다.